# Troquelado digital
Troquelado digital es la función de troquelado sin necesidad de troquel. El troquelado digital es la evolución de la troquelación tradicional.

## Historia
Mediante el troquelado digital, se realiza la función de troquelado sin necesidad de troquel físico. Esto se consigue digitalizando o creando un gráfico vectorial con el contorno de la pieza a recortar o troquelar. Este contorno será reseguido, mediante software (CAD, CAM), por una herramienta cortante o de hendir, que recortará o hendirá con precisión el contorno ordenado. Este trabajo se realiza sobre una mesa corte digital o plotter de corte.
- Datos: Q16642959